# Fluoxymesteron
Fluoxymesteron ist ein synthetisch hergestellter Arzneistoff aus der Gruppe der anabolen Steroide mit stark androgener Wirkung. Heute hat Fluoxymesteron in der Humanmedizin keine Bedeutung mehr, sondern wird missbräuchlich im Sport zwecks Leistungssteigerung verwendet. Es ist unter dem Handelsnamen Halotestin bekannt.
Fluoxymesteron ist ein Testosteron-Derivat und wird von der 5α-Reduktase umgewandelt. Die angehängte 11β-Hydroxygruppe unterbindet die Konvertierung in Estrogen. Fluoxymesteron stimuliert die Dihydrotestosteron-Rezeptoren und sorgt damit bei Verwendung durch Sportler für eine gesteigerte Trainingsbereitschaft und einen Kraftanstieg. Weiterhin verringert es die Umwandlung des katabol wirkenden Cortisols in die schwächeren Substanzen Cortison und 11-Dehydrocorticosteron. Außerdem zeigt Fluoxymesteron eine klinisch signifikante Affinität zum Glucocorticoidrezeptor.
In Deutschland steht der Besitz ab 100 mg laut Dopingmittel-Mengen-Verordnung unter Strafe.

## Nebenwirkungen
- stark gesteigerte Aggressivität und Gewaltbereitschaft
- Akne
- Haarausfall
- Leberbelastung
- Nasenbluten
- Kopfschmerzen
- Magen-Darmbeschwerden
- Bluthochdruck